# SMIM1
SMIM1 (англ. Small integral membrane protein 1 (Vel blood group)) – білок, який кодується однойменним геном, розташованим у людей на 1-й хромосомі. Довжина поліпептидного ланцюга білка становить 78 амінокислот, а молекулярна маса — 8 749.
| 10         |  | 20         |  | 30         |  | 40         |  | 50         |
| ---------- |  | ---------- |  | ---------- |  | ---------- |  | ---------- |
| MQPQESHVHY |  | SRWEDGSRDG |  | VSLGAVSSTE |  | EASRCRRISQ |  | RLCTGKLGIA |
| MKVLGGVALF |  | WIIFILGYLT |  | GYYVHKCK   |  |            |  |            |

A: Аланін

C: Цистеїн

D: Аспарагінова кислота

E: Глутамінова кислота

F: Фенілаланін

G: Гліцин

H: Гістидин

I: Ізолейцин

K: Лізин

L: Лейцин

M: Метіонін

P: Пролін

Q: Глутамін

R: Аргінін

S: Серин

T: Треонін

V: Валін

W: Триптофан

Кодований геном білок за функцією належить до фосфопротеїнів. 
Задіяний у такому біологічному процесі, як ацетилювання. 
Локалізований у клітинній мембрані, мембрані.